# Сент Китс и Невис на Светском првенству у атлетици на отвореном 2022.
Сент Китс и Невис је учествовао на 18. Светском првенству у атлетици на отвореном 2022. одржаном у Јуџину  од 15. до 25. јула осамнаести пут, односно учествовао је на свим првенствима до данас. Репрезентацију Сент Китса и Невиса представљала је 1 такмичарка која се такмичила у трци на 100 метара.,.
На овом првенству такмичарка Сент Китса и Невиса није освојила ниједну медаљу нити је остварила неки резултат.

## Учесници
Жене:
- Амја Кларк — 100 м

## Резултати

### Жене
| Атлетичарка | Дисциплина | Лични рекорд | Квалификације | Квалификације | Полуфинале            | Полуфинале            | Финале                | Финале  | Детаљи |
| Атлетичарка | Дисциплина | Лични рекорд | Резултат      | Место         | Резултат              | Место                 | Резултат              | Место   | Детаљи |
| ----------- | ---------- | ------------ | ------------- | ------------- | --------------------- | --------------------- | --------------------- | ------- | ------ |
| Амја Кларк  | 100 м      | 11,41        | 11,98         | 7. у гр. 2    | Није се квалификовала | Није се квалификовала | Није се квалификовала | 44 / 49 |        |